# Ťing-čou
Ťing-čou (čínsky pchin-jinem Jīngzhōu, znaky 荆州) je město a městská prefektura v Čínské lidové republice. Leží na březích Modré řeky v provincii Chu-pej.
Na východě (po proudu) sousedí s Wu-chanem, hlavním městě provincie. Na západě od Ťing-čouu leží I-čchang, Tři soutěsky a Čchung-čching. Na severu sousedí Ťing-čou s Ťing-menem, na jihu leží v provincii Chu-nan prefektury Jüe-jang a Čchang-te.
V celé prefektuře roku 2020 žilo pět a čtvrt milionu obyvatel na ploše čtrnácti tisíc čtverečních kilometrů.

## Správní členění
Městská prefektura Ťing-čou se člení na osm celků okresní úrovně, a sice dva městské obvody, čtyři městské okresy a dva okresy.
| Ťing-čou Ša-š’ městský okres · Ťien-li městský okres · Sung-c’ městský okres · Š’-šou městský okres · Chung-chu okres · Ťiang-ling okres · Kung-an |        |                       |             |                                         |
| Název | Název  | Počet obyvatel (2020) | Rozloha km² | Hustota zalidnění (obyv. na km²) (2020) |
| český přepis | znaky  | Počet obyvatel (2020) | Rozloha km² | Hustota zalidnění (obyv. na km²) (2020) |
| Městské obvody |        |                       |             |                                         |
| Ša-š’ | 沙市区 | 504 893               | 528         | 957                                     |
| Ťing-čou | 荆州区 | 563 398               | 1 044       | 540                                     |
| Městské okresy |        |                       |             |                                         |
| Chung-chu | 洪湖市 | 698 188               | 2 440       | 286                                     |
| Sung-c’ | 松滋市 | 654 762               | 2 181       | 300                                     |
| Š’-šou | 石首市 | 473 707               | 1 402       | 338                                     |
| Ťien-li | 监利市 | 1 120 822             | 3 179       | 353                                     |
| Okresy |        |                       |             |                                         |
| Kung-an | 公安县 | 747 134               | 2 277       | 328                                     |
| Ťiang-ling | 江陵县 | 468 276               | 1 0484      | 449                                     |
| |        |                       |             |                                         |
| Celkem | Celkem | 5 231 180             | 14 094      | 371                                     |

## Partnerská města
- Port Chester, New York, Spojené státy americké

- Yanggu County, Jižní Korea